# Álvaro Saieh
Compléments
Patrimoine : 2,1 milliards de dollars 
Groupe : Corp Group
Álvaro Saieh Bendeck est un économiste et homme d'affaires chilien né le 14 septembre 1949 à Villanueva dans le département de La Guajira en Colombie. Il est président de  CorpGroup, l'un des principaux conglomérats du Chili dans le secteur de la finance, de la grande distribution, de l'immobilier, de l'hôtellerie et des médias. Selon les données du magazine Forbes, il est la quatrième personne la plus riche du Chili et la 745e fortune mondiale. Il est également président de la fondation culturelle CorpArtes et administrateur de l'université de Chicago son Alma mater.

## Biographie
Álvaro Saieh Bendeck naît à Villanueva dans le département de La Guajira en Colombie le 14 septembre 1949. Issu d'une famille d'origine palestino-libanaise chrétienne, il est le fils du Chilien José Saieh et de la Colombienne Elena Bendeck Olivella.
Ses parents s'installent à Talca au Chili lorsqu'il a trois ans. Ils fondent l'entreprise familiale Casa Saieh de vente d'équipements allant des appareils électriques aux vêtements. Il y suis ses études primaires et secondaires qu'il termine au lycée Abate Molina (es). À l'âge de dix-sept ans, il part pour Santiago où il poursuit son éducation à l'université du Chili, obtenant en 1972 le titre d'ingénieur commercial et en 1973 un diplôme de troisième cycle en économie. Il se spécialise ensuite aux États-Unis où il obtient, en 1976, un Master of Arts et, en 1980, un doctorat en économie à l'université de Chicago, où sont formés les « Chicago Boys ».
Les premières années de sa carrière professionnelle se déroulent principalement dans le secteur public en tant que conseiller économique au ministère du logement et de l'urbanisme (es) puis du ministère des travaux publics (es). Il est également conseiller auprès de la Banque centrale du Chili et délégué de la Surintendance des banques et institutions financières du Chili (es) à la Banque continentale.
Selon les données du magazine Forbes mises à jour en 2019, il est la quatrième personne la plus riche du Chili et la 745e fortune mondiale avec un patrimoine de 2,1 milliards de dollars.
Il est marié avec l'architecte Ana Guzmán Ahnfelt. Le couple a cinq enfants : Jorge Andrés, Francisca, Catalina, Consuelo et María Soledad (es), décédée en 2017.

## Carrière dans les affaires
Dans les années 1980, Álvaro Saieh commence son activité en faisant l'acquisition de la banque Osorno et de l'Union, associé à d'autres investisseurs d'origine arabe, dont Carlos Abuhomor. Par la suite, au cours des années 1990, il acquiert l'AFP Provida (es) qui administre les principaux fonds de pension au Chili. Au cours de la même décennie, les deux sociétés sont vendues à des groupes internationaux. La valeur d'achat initiale de la banque est multipliée par 100.

### CorpBanca
Ces premières incursions sont suivies par l'acquisition en 1995 de la Banco Concepción, une banque avec des fonds propres négatifs et une dette importante vis-à-vis de l'État. En moins de dix ans, Saieh en fait la quatrième plus grande banque privée du Chili, désormais connue sous le nom de CorpBanca.
Cette institution commence progressivement à pénétrer le marché mondial en se positionnant dans plusieurs pays d'Amérique latine tels que le Pérou, l'Argentine et la Colombie et en ouvrant des bureaux à Madrid et à New York. Dans le cadre de ce processus de croissance, CorpBanca réalise en 2011 le plus important investissement d'une société chilienne à l'étranger, en faisant l'acquisition de la Banco Santander Colombia lors d'une opération avoisinant les 1,2 milliard de dollars américains. Dans le même processus d'internationalisation de la banque, Saieh acquiert la Helm Bank, transformant ainsi CorpBanca Colombia en cinquième banque privée de ce pays.

### CorpGroup
Au cours des années suivantes, Álvaro Saieh étend ses activités à divers domaines en créant le groupe CorpGroup, holding regroupant les sociétés du groupe Saieh, qui investit dans les secteurs de la finance, de la grande distribution, de l'immobilier, de l'hôtellerie et des médias.

#### Itaú CorpBanca
En 2016, CorpBanca fusionne avec la banque brésilienne Banco Itaú. Le conglomérat est actuellement la quatrième plus grande banque privée au Chili, avec une part de marché proche de 8% et une capitalisation boursière d'environ 3,4 milliards de dollars américains.

#### SMU
CorpGroup entre dans le domaine de la grande distribution en 2007 avec l'achat par la famille Saieh des supermarchés Unimarc. C'est le début de SMU, qui au fil des ans et avec l'intégration de plus de 58 chaînes, se positionne comme la troisième plus grande chaîne de supermarchés au Chili et celle qui possède la plus grande couverture nationale. SMU opère sous différents formats : commerce de gros (Alvi et Mayorista 10), commerce de proximité (Ok Market), supermarchés (Unimarc) et matériaux de construction (Construmart). SMU est également présente au Pérou, via les supermarchés Mayorsa. Saieh a démissionné de son poste de président du SMU en 2018.

#### VivoCorp
VivoCorp est la société qui regroupe toutes les activités immobilières de CorpGroup, avec 70 magasins autonomes, 60 centres commerciaux linéaires et 3 centrales. Avec ses 350 000 m2 de centres commerciaux et de magasins d'usine, ses principaux actifs sont les centres commerciaux Vivo San Fernando, Vivo Los Trapenses, Panoramic Mall et El Centro, en plus de sa participation à Casa Costanera. VivoCorp est également propriétaire des magasins d'usine Maipú, Peñuelas, La Florida et Temuco. En 2017 trois projets majeurs voient le jour : les centres commerciaux Vivo Coquimbo, Vivo Imperio et Vivo Santiago.

#### Copesa et Grupo Dial
En 1990, CorpGroup rejoint le groupe de médias Copesa et en devient l'actionnaire principal en 2000. Actuellement, la holding compte sept médias de presse écrite (La Tercera, La Cuarta, La Hora, Pulso, Diario Concepción, Qué Pasa et Paula) et cinq radios (Beethoven, Paula (jusqu'en 2017), Duna, Zero et Radio Disney) réunies dans le Grupo Dial.

#### Hôtels Hyatt
Au Chili, Hyatt compte deux hôtels : Grand Hyatt Santiago et Hyatt Place Vitacura. CorpGroup détient également 50% du capital d'un partenariat avec le groupe mexicain City Express. Depuis 2016, cette société est propriétaire de son premier hôtel au Chili, situé à Enea, le City Express Santiago Airport.

#### Sociedades
Parmi les sociétés de la holding qui fournissent des services de back-office aux autres entreprises du groupe, se trouvent Aeronest SA, Corp Imagen et Diseño SA, Corp Research SA, CorpGroup Holding Ltda., Hotel Corporation of Chile SA, Inmobiliaria Edificio CorpGroup SA, CorpGroup Interhold SPA, Inversiones HSG SA et Punto H SA.

## Fondations
Parmi les activités développées par Álvaro Saieh avec sa famille au cours des dernières années, figure la création de deux fondations : Fundación CorpArtes et Fundación Descúbreme.
Fondée en 2002 avec sa fille Soledad, la Fundación CorpArtes a pour objectif de promouvoir les arts et d'améliorer leur accès pour tous les Chiliens grâce à des expériences culturelles. Au cours des dernières années, la fondation a organisé des initiatives dans les domaines de la littérature, des arts visuels, du théâtre, de la musique et du film, dont le Festival international du film de Santiago (es) (SANFIC). En 2014, a été inauguré le Centre des Arts 660, un espace culturel doté d'une salle de théâtre polyvalente, d'un jardin de sculptures et de trois salles d'arts visuels.
La Fundación Descúbreme a été créée en 2010. Elle a pour mission de promouvoir l'insertion des personnes présentant un handicap mental. Née de l'initiative de la Sociedad Educacional Colegio El Golf SA et des fondations Tacal, Mírame et Amigos por Siempre, la Fundación Descúbreme mène des campagnes de sensibilisation, d'accompagnement, d'insertion professionnelle et des projets sociaux comme le Fondo Descúbreme.

## Membre d'institutions
Alvaro Saieh est membre du conseil d'administration de l'université de Chicago, du Metropolitan Museum of Art de New York, du musée du Prado, du musée national centre d'art Reina Sofía, du Théâtre royal de Madrid, du Metropolitan Opera, de la World Art Services Foundation et de The Hispanic Society of America. Il a participé à des organisations à but non lucratif à l'étranger comme The Nature Conservancy et à des projets de sécurité publique des Nations Unies. Il a également été membre du conseil d'administration d'El Museo del Barrio à New York, du Latin American Board (es) de l'université de Georgetown et de l'Inter-American Culture and Development Fondation.

## Collection Alana
Álvaro Saieh et Ana Guzmán sont des amateurs d'art. De l'association des premières lettres de leurs prénoms est né le nom de la Collection Alana, collection privée réunissant depuis vingt ans les œuvres de peintres primitifs et de la Renaissance italienne, élargie depuis cinq ans au XVIIe siècle.

## Prix et distinctions
- Excellence 2012, AméricaEconomía (es) (2012)
- Trajectoire des affaires, ASEXMA (2011)
- Direction d'entreprise, ACAFI (2011)
- Chef d'entreprise 2011, Chambre de commerce nord-américaine et chilienne (2011)
- Entrepreneur CIO de l'année, MKTG BEST (2011)
- Médaille d'honneur AICO (Association ibéro-américaine des chambres de commerce), Directioire de la Chambre de commerce de Santiago (es) (2010)
- Prix ICARE catégorie entrepreneur, Institut chilien de gestion rationnelle des entreprises (ICARE) (2009)[8]
- Prix de gestion, Collège des Ingénieurs du Chili (es) (2009)[9]
- Prix de l'entrepreneuriat, Université du développement (2009)
- Prix des personnalités distinguées, Université du Pacifique (2008)
- Cercle d'honneur, École d'économie et de commerce de l'Université du Chili (2006)
- Prix Portfolio, Power Magazine et Boston Consulting Group (2006)
- Distinction d'excellence, American Economy Magazine (1994)

## Publications
Ouvrage
- (es) Dinero, precios y política monetaria. Avec Valeriano García. Éditions Macchi (1985). (OCLC 254026943)

Articles (en espagnol sauf indication contraire)
- « La Economía Internacional y su impacto en la Economía Chilena ». Dans Taller de Coyuntura. Departamento de Economía, Université du Chili (1985).
- « Una nota acerca del crecimiento del dinero ». Dans Revista de Economía N° 33 (1985).
- « Situación Monetaria y de comercio exterior ». Dans Revista de Economía N° 26 (1984).
- « Keynes: el economista político ». Dans Revista Estudios de Economía N° 22. (1984).
- « La demanda por Reservas Internacionales y la política crediticia discrecional en economías con tipo de cambio fijo ». Dans Revista de Economía N° 23. (1984).
- (en) « What can we learn from the Chilean Experience 1973-1983 ». Avec L. Sjaastad. Dans The 11th INTERLAKEN, Seminario de Análisis de Ideología (1984).
- « La renegociación de la deuda y su significado ». Avec H. Cheyre. Dans Revista de Economía N° 12 (1983).
- « Keynes: el economista político ». Dans Revista de Economía N° 13 (1983).
- « Un comentario sobre las críticas ». Avec E. Haindl y G. Parot. Dans Revista de Economía N° 17 (1983).
- « Sobre política macroeconómica ». Dans Revista de Economía N° 18 (1983).
- « Perspectivas de la economía mundial y su impacto en Chile ». Avec J. Selume. Dans Revista de Economía N° 18 (1982).
- « Comportamiento de las variables monetarias en economías con tipo de cambio fijo ». CEMLA Monetaria. Vol. IV, N° 2 (1981).
- « Política Económica, 1973-1979 ». Avec Jorge Cauas (es). Dans Revista Realidad N° 5 (1980).
- « El enfoque monetario del tipo de cambio ». Dans Cuadernos de la CEPAL (E/CEPAL/1088) (1979).
- « Expectativas de precio y de inflación: revisión de la literatura ». Departamento de Economía, Universidad de Chile. Publicación Docente N° 27 (1979).
- « Inversión y Crecimiento ». Departamento de Economía, Universidad de Chile (1979).
- « Un análisis sobre la posibilidad de evaluar la solvencia crediticia de los países en desarrollo ». CEMLA Monetaria, Vol. II, N° 3 (1979).
- « Diagnóstico del problema habitacional chileno ». Dans Colección Monografías y Ensayos N° 97. División Técnica de Estudio y Fomento Habitacional, Ministère du logement et de l'urbanisme (es) (1978).
- « Sistemas cambiarios alternativos en escenarios inflacionarios ». PNUD/CEPAL (1978).
- « Sistema de Financiamiento para la vivienda en Chile ». Documento de Investigación N° 16. Departamento de Economía, Universidad de Chile (1977).
- « Introducción al Mercado de Capitales ». Dans Estudios Monetarios III, Banco Central de Chile (1974).
- « Determinantes próximos de la cantidad de dinero ». Dans Revista de Economía N° 2, Departamento de Economía, Universidad de Chile (1974).